# دييغو فلاكادوري
دييغو فلاكادوري (بالإيطالية: Diego Flaccadori)‏ مواليد 5 أبريل 1996 في إيطاليا، هو لاعب كرة سلة إيطالي. بدأ مسيرته الاحترافية في سنة 2014. يلعب مع أكويلا باسكت ترينتو في ليغا باسكيت الدرجة الأولى. يحمل الرقم 12. يبلغ طوله 6 قدم 4.75 بوصة (1.9 م).

## روابط خارجية
- دييغو فلاكادوري على موقع الاتحاد الدولي لكرة السلة (الإنجليزية)
- دييغو فلاكادوري على موقع الدوري الأوروبي لكرة السلة (الإنجليزية)
- دييغو فلاكادوري على موقع كرة السلة الأوروبية.كوم (الإنجليزية)
- دييغو فلاكادوري على موقع DraftExpress.com (الإنجليزية)
- دييغو فلاكادوري على موقع ريلجم (الإنجليزية)
- دييغو فلاكادوري على موقع بروبوليرز (الإنجليزية)
- دييغو فلاكادوري على موقع سبورتس رفرنس (الإنجليزية)